# Anneli Cahn Lax
Anneli Cahn Lax (Katowice, 23 februari 1922 - New York, 24 september 1999) was een Amerikaanse hoogleraar wiskunde. Zij werd bekend om haar hervorming van het wiskundeonderwijs door het opnemen van taalvaardigheden.

## Biografie
Het gezin van de in Polen geboren Anneli Cahn moest in haar jeugd verschillende keren vluchten voor de nazi's. Haar interesse voor wiskunde werd gewekt toen ze rond 1935, tijdens haar schooltijd in Berlijn, in aanraking kwam met de Euclidische meetkunde. Na aankomst in de VS in 1935 vervolgde ze haar opleiding op een highschool in Queens. Vooral de meetkundelessen vond ze interessant. Voor algebra had ze minder interesse, omdat ze de onderliggende logische structuur niet kon ontdekken. "Pas veel later zag ik dat er een grondslag voor was ... ik hield nooit van regels als ik de basis ervan niet kon begrijpen," vertelde zij later over dit onderwijs.
In 1942 behaalde ze een bachelor in wiskunde aan de Adelphi University in Long Island. In 1955 promoveerde ze aan de New York-universiteit op het proefschrift Cauchy's Problem for a Partial Differential Equation with Real Multiple Characteristics onder begeleiding van Richard Courant. Dat proefschrift werd een jaar later gepubliceerd. In haar proefschrift, en ook in haar latere onderzoek, werkte ze aan hyperbolische vergelijkingen, een wiskundige theorie die onder andere toegepast wordt bij allerlei soorten golven.
Wellicht door haar huwelijk en gezin, dreef zij af van het wiskundig onderzoek richting onderwijs. Niettemin werd zij hoogleraar wiskunde aan de New York-universiteit en redacteur van de New Mathematical Library Series, uitgegeven door de Mathematics Association of America's. Deze serie, die bedoeld was om wiskunde toegankelijk te maken voor de gemiddelde lezer - met behoud van de wiskundige nauwkeurigheid, begon in 1961. In 1995 waren er 36 delen verschenen. De eerste twee boeken waren Numbers: Rational and Irrational van Ivan Niven en What Is Calculus About? door W.W. Sawyer. De serie boeken verschenen na de schok die de Amerikaanse wetenschappers kregen na de lancering van de Russische Spoetnik satelliet in 1957; men meende dat er een te grote achterstand was op het gebied van exacte vakken die moest worden opgelost.
In 1977 won ze de George Pólya Award voor haar artikel: Linear Algebra, A Potent Tool, Vol. 7 (1976), 3-15.
"Volwassenen en schoolkinderen hebben een verkeerd beeld over de aard van wiskunde", zei ze in een interview in 1979. "Ze beschouwen het als een kwestie van regels en voorschriften in plaats van denken." Leerlingen staan volgens haar onder druk om snel met het juiste antwoord te komen, zonder de tijd om het probleem te analyseren. In 1980 kreeg zij een opdracht van de wiskundeafdeling van de New York-universiteit om een remediërende cursus wiskunde voor eerstejaars op te zetten. De cursus die ze bedacht noemde zij  'Mathematical Thinking' noemde. Ze presenteerde wiskunde niet als een samenraapsel van feiten, maar als een reeks problemen die opgelost moeten worden, met een nadruk op de analyse van het probleem. Ze vormde een team met John Devine. Zij werkten samen met leraren in de binnenstad van New York. Samen kregen ze financiering van de Ford Foundation om leraren van deze scholen op te leiden in de methoden die Lax had ontwikkeld aan de New York-universiteit.
Hoewel ze betrokken was bij de hervorming van het wiskundeonderwijs voor middelbare scholieren en studenten in New York, hield ze niet van paneldiscussies op conferenties; vooral niet als het de bedoeling was dat ze onmiddellijk zou reageren op eerdere opmerkingen van collega-panelleden. Anneli zei dat ze een langzame luisteraar en lezer was. Ze geloofde dat haar antwoorden "niet klaar waren voor publieke consumptie als ik aan de beurt ben." Zij schreef dan ook eens: "Ik ben ervan overtuigd dat het gebruik van taal, lezen, schrijven, luisteren en spreken een essentieel onderdeel is van al het leren, en vooral van het leren van wiskunde."
Anneli wist uit haar ervaring als docente dat studenten gemakkelijk nieuwe stof leren als ze verbinding kunnen maken met hun ervaringen uit het verleden of met de buitenwereld. Ze bekeek de verplichte syllabi van middelbare scholen in New York voor 'geïntegreerde wiskundereeksen' en ontdekte dat er weinig tijd was voor studenten om wiskunde met de wereld buiten het klaslokaal te verbinden voordat ze werden getoetst. Dit werd onder meer veroorzaakt doordat er zoveel onderwerpen in de syllabi aan bod kwamen.
Een hoeksteen in het werk van de hervorming van het onderwijs Lax was de nadruk op luisteren. Ze vroeg beginnende studenten om de betekenis achter exponentiële functies mondeling en schriftelijk uit te leggen, en dan toe te lichten hoe ze het probleem hadden opgelost. Lax geloofde dat het luisteren naar elkaars ideeën de prestaties en de houding van studenten ten opzichte van wiskunde zou verbeteren.
In 1992 ging ze met pensioen als hoogleraar aan de NYU. Een van de laatste projecten waar Anneli in 1993 samen met haar man, wiskundige Peter Lax, aan werkte, was een gids voor ouders. Deze gids was bedoeld voor ouders om hun kinderen te helpen met hun huiswerk.
In 1998 werd bij haar alvleesklierkanker geconstateerd. Anneli Cahn stierf op 24 september 1999, op 77-jarige leeftijd.

### Privéleven
In 1948 trouwde Anneli Cahn met haar tweede echtgenoot, de wiskundige Peter Lax. Anneli Cahn had twee zonen, John Lax en James Lax. De John Lax Memorial Lecture werd in 1982 in het leven geroepen door Anneli en Peter, ter nagedachtenis aan hun zoon die op 27-jarige leeftijd stierf door een ongeval en die geschiedenisdocent was bij Mount Holyoke - een van de colleges van de Seven Sisters. De Lax Lecture wordt gegeven door een bekroonde historicus om het werk en de geest van John Lax te herdenken door de nieuwste ontwikkelingen in de geschiedenis toegankelijk te maken voor het publiek.

## Onderscheidingen
- Lid van the New York Academy of Sciences
- In 1977 ontving zij de George Pólya Award van de Mathematical Association of America.
- In 1995 ontving zij van de Mathematical Association of America de hoogste erkenning, de Gung-Hu Award for Distinguished Service, voor haar bijdragen aan wiskundige publicaties en onderwijs in brede zin.
- In 1997 ontving zij een eredoctoraat van het Mount Holyoke College.[4]

- Bibsys: 90888614
- Bibliothèque nationale de France: cb14494424b (data)
- CiNii: DA02811081
- Gemeinsame Normdatei: 1126266736
- International Standard Name Identifier: 0000 0001 0956 9138
- Library of Congress Control Number: no2001099065
- Mathematics Genealogy Project: 33720
- Nationale Bibliotheek van Tsjechië: jo20251262084
- Nationale Bibliotheek van Israël: 987007435201605171
- Nederlandse Thesaurus van Auteursnamen: 101836317
- Istituto Centrale per il Catalogo Unico: CFIV036540
- Système universitaire de documentation: 085786446
- Virtual International Authority File: 17452562
- WorldCat: E39PBJqBtTp6CbDmGYdqKmkbh3